# Chloropsina
Chloropsina is een vliegengeslacht uit de familie van de halmvliegen (Chloropidae).

## Soorten
- C. distinguenda (Frey, 1909)
- C. lucens (Becker, 1910)
- C. pulicaria Ismay, 1999
- C. rohaceki Nartshuk, 2000
- C. varley Ismay, 1999